# Mariano Cappi
Mariano Cappi González (sinh ngày 15 tháng 10 năm 1991 ở Montevideo), thường gọi Mariano Cappi, là một cầu thủ bóng đá người Uruguay thi đấu ở vị trí hậu vệ cho El Tanque Sisley.